# Pi de les Tres Branques
Le Pi de les Tres Branques (nom catalan signifiant « pin à trois branches ») est un pin sylvestre mort plusieurs fois centenaire situé près de Berga, en Catalogne. Autrefois symbole de la Trinité à cause de ses trois troncs, il est devenu celui de l'unité des trois pays catalans : Catalogne, pays valencien et îles Baléares. Il est le lieu de fréquents rassemblements politiques et, pour les mêmes raisons, cible de vandalisme.
Il est parfois appelé Pi de les Tres Branques I, en référence au Pi de les Tres Branques II, ou Pi jove de les Tres Branques (« pin jeune à trois branches »), autre pin de la même forme situé non loin, plus jeune et toujours vert.